# Wall Crash
Wall Crash è un videogioco arcade del 1984 realizzato dalla software house italiana Midcoin. Venne concesso in licenza alla Taito per la pubblicazione in Giappone.

## Modalità di gioco
Wall Crash è un clone di Breakout articolato in 24 livelli ripetuti ciclicamente. Nella parte inferiore dello schermo una barra orizzontale simula una racchetta frontale che il giocatore può muovere da sinistra a destra. Nella parte superiore è piazzata una figura o un'immagine (diversa in ogni livello) rappresentata con dei rettangolini colorati simulanti i mattoni. Utilizzando una pallina che non risente della gravità, il giocatore deve ripulire l'area di gioco abbattendo tutti i mattoni. Se egli manca il rimbalzo della pallina o esaurisce il tempo a sua disposizione, perderà una vita.
Il titolo anticipa di due anni Arkanoid per l'introduzione dei power-up, scopribili a sorpresa colpendo la prima volta dei particolari mattoni con gli occhi mobili, e ottenibili colpendoli una seconda volta. Essi hanno gli effetti più svariati come distruggere automaticamente quanti più mattoni, guadagnare secondi o punti extra, ricevere una seconda racchetta.

## Seguito
Midcoin sviluppò l'anno seguente (1985) il diretto sequel, intitolato Wink. Il gameplay è tale e quale il predecessore e può prendere ora parte il secondo giocatore.

## Cloni
Esiste un bootleg di Wall Crash, Brick Blast, il quale è prodotto dall'azienda spagnola Fadesa.